# Sixt
Sixt SE è una multinazionale europea di noleggio auto con circa 4.000 sedi presenti in oltre 105 paesi. Sixt SE funge da leader e holding del gruppo Sixt, attiva a livello internazionale nel settore del noleggio e leasing di autoveicoli. La maggioranza della società (60%) è di proprietà della famiglia Sixt, che gestisce l'azienda, principale società di noleggio auto in Germania, Austria, Svizzera e Israele.

## Storia

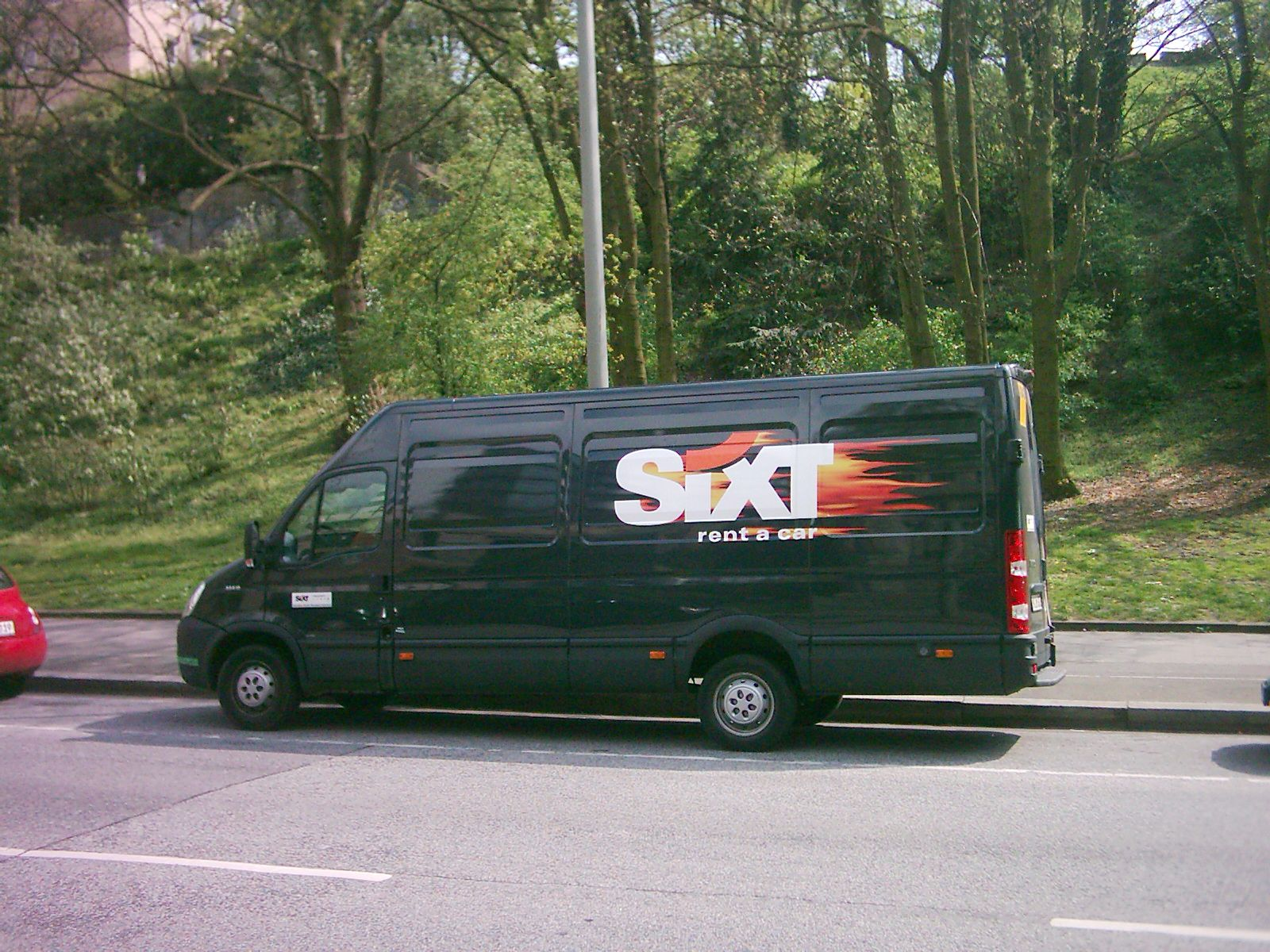
Iveco Daily marcato Sixt

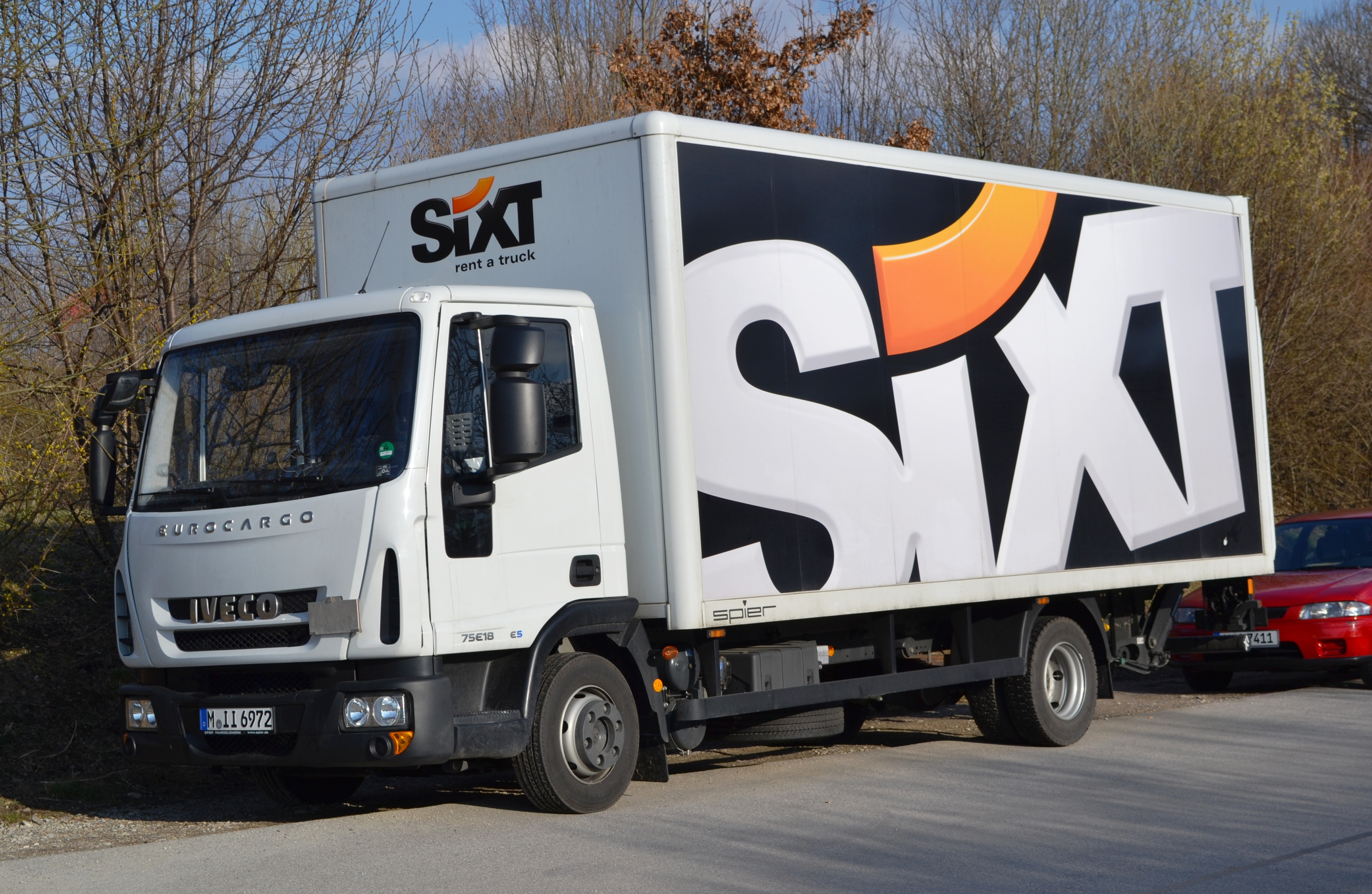
Iveco Eurocargo marcato Sixt

Nel 1912, Martin Sixt fondò l'azienda con una flotta di tre automobili, creando la prima compagnia di autonoleggio in Germania. Durante la prima guerra mondiale la flotta venne confiscata e usata dall'esercito tedesco. Dopo la guerra, l’azienda ha ripreso le attività, ma la flotta venne nuovamente requisita  dall'esercito tedesco all'epoca della seconda guerra mondiale. Al termine del conflitto la società si è rimessa in sesto, creando una flotta di taxi per i membri dell'esercito degli Stati Uniti di stanza in Germania. Ha quindi aperto a Monaco di Baviera un’attività di taxi, usando i primi radio taxi.
Nel 1951 è stata fondata la società di autonoleggio Auto Sixt, che negli anni ‘60 e ‘70 si è ampliata, aprendo filiali in tutti i principali aeroporti della Germania. Nel 1982 è stata ribattezzata Sixt Autovermietung GmbH, con il nome Sixt/Budget presente nel suo logo. La società è stata ristrutturata nuovamente nel 1986, questa volta assumendo la denominazione di Sixt AG, ed è stata quotata nella borsa tedesca. Nel 1988 è stata costituita la controllata Sixt Leasing GmbH, e nel 1993 l'attività operativa della AG è stata ceduta ad un'altra controllata, Sixt GmbH & Co Autovermietung KG. Sixt AG ha operato, da quel momento in poi, come holding del gruppo.
Negli anni Novanta si è consolidata come la più grande società di noleggio auto in Germania, ampliando nello stesso periodo la propria attività all'estero in Svizzera, Francia e Gran Bretagna, Tunisia, Marocco e Nuova Zelanda. Nel 2001 si è espansa in Medio Oriente e in altri paesi dell'Africa, iniziando a operare negli Stati Uniti nel 2011.
Nel 1993 ha acquistato i beni del suo concorrente Autoverleih Buchbinder, amministrando per un breve periodo la società, prima di chiuderla  definitivamente. Sixt non era riuscita a garantire i diritti d’uso del brand, e per questo motivo la Buchbinder si è ricostituita, continuando a operare sul mercato.
Nel 1999 la Corte Federale di Giustizia ha emesso una sentenza storica contro Sixt, condannandola per aver fissato i prezzi in modo illegale, e ordinandole il risarcimento dei suoi franchisee. L'azienda aveva infatti controllato de facto le politiche dei prezzi dei suoi franchise indipendenti, che facevano parte del suo sistema di prenotazione in Germania, e tale pratica si configurava come illegale, in base alla legge antitrust tedesca.
Nel 2003 la società è stata costretta a difendersi contro il manager di hedge fund Florian Homm, che aveva speculato sul declino dei prezzi delle azioni, e che alla fine è stato multato per manipolazione dei prezzi. Nel 2006 ha fatto un'offerta per rilevare la sua concorrente Europcar, quando la Volkswagen - che ne era il proprietario - l'ha messa in vendita. Oltre alle preoccupazioni in materia di antitrust (Sixt deteneva allora una quota di mercato pari al 23%, Europcar circa il 22%), c'erano anche resistenze da parte del Consiglio dei lavori di Europcar, che temeva il taglio di posti di lavoro dopo la fusione. Volkswagen accettò, alla fine, l'offerta di acquisto della società di investimento francese Eurazeo.
Dal 2007, tramite società controllate, ha gestito l’attività di intermediazione online di veicoli a motore attraverso i siti web Autocommunity Carmondo, Mystocks, RadAlert, Winebase e Autohaus24.  Nel 2010, ex dipendenti hanno sostenuto che Sixt si stesse opponendo alla costituzione di un consiglio di lavoro. La direzione della società ha sempre negato l'accusa.
Nel 2013, Sixt AG ha assunto la denominazione giuridica di Società Europea (Societas Europaea) e da allora ha preso il nome di Sixt SE. Nell'ambito della transizione, nel 2013 è stato fondato un Consiglio Aziendale europeo (Sixt Europe Leaders Forum). Nel maggio 2015 ha quotato la sua controllata Sixt Leasing AG alla Borsa di Francoforte.

## Gestione

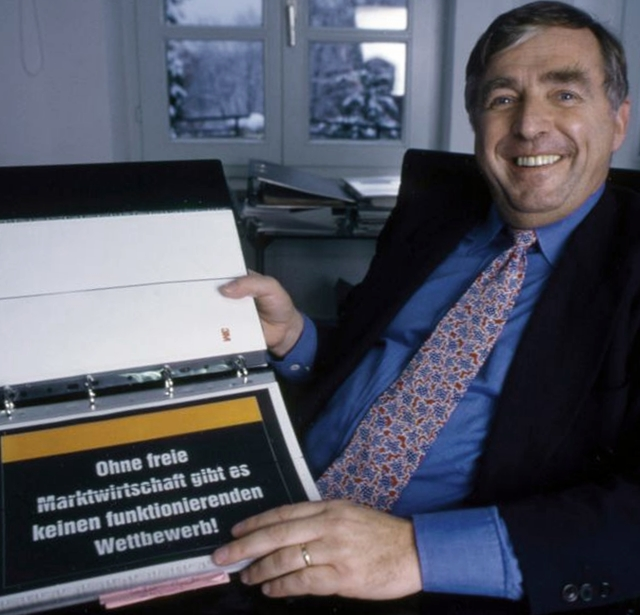
Erich Sixt nel 1997

Indipendentemente dalla loro dimensione e dall'assetto giuridico, in quanto parzialmente quotate in borsa, tutte le società di Sixt sono economicamente controllate dalla famiglia Sixt. La prima società, Auto Sixt, venne fondata nel 1912 da Martin Sixt, che nel 1927 cedette  la gestione al nipote Hans Sixt. Nel 1969, fece il suo ingresso in azienda la terza generazione, con il figlio di Hans, Erich Sixt, che ha guidato il gruppo per diversi decenni come amministratore delegato sia di Sixt AG che di Sixt SE.
Sixt AG è stata la prima azienda in Germania ad esercitare il diritto, garantito da una legge entrata in vigore  nel 2005, di non divulgare gli stipendi dei suoi manager senza il consenso di almeno il 75% degli azionisti. L'A.D. Erich Sixt deteneva in quel momento il 56,8% delle azioni ordinarie di Sixt, corrispondenti all'89% dei voti all'assemblea generale, il che gli permise di determinare il risultato. Complessivamente, il 98% degli elettori si espresse a favore della non divulgazione degli stipendi del manager.
Nel 2015 il Consiglio di Vigilanza ha esteso il contratto del consiglio esecutivo di Erich Sixt fino al 2020. Contemporaneamente, due figli di Erich e Regine Sixt, Alexander Sixt e Konstantin Sixt, sono stati nominati Amministratori aggiuntivi di Sixt. Il consiglio di vigilanza ha ampliato il consiglio da tre a cinque membri, a causa della forte crescita di Sixt negli ultimi anni.
Nel 2018 Sixt SE ha venduto l'interezza delle sue azioni di DriveNow al gruppo BMW.

## Sedi operative
Il gruppo è presente in oltre 100 paesi, e opera nel settore del noleggio e leasing di veicoli.

### Noleggio auto
Il noleggio di veicoli commerciali è gestito in Germania, Francia, Spagna, Gran Bretagna, Italia, Paesi Bassi, Austria, Svizzera, Belgio, Lussemburgo, Monaco e Stati Uniti dalle controllate di Sixt. Al di fuori dell'Europa e parzialmente negli Stati Uniti, Sixt è rappresentata da partner di franchising. I servizi sono suddivisi nelle seguenti aree: affitto camion, noleggio auto, servizio limousine, luxury cars e Sixt Unlimited.

### Leasing
Sixt gestisce Sixt Leasing SE, quotata in borsa e attualmente una delle maggiori società bancarie e di leasing indipendenti in Germania. La divisione ha filiali in Francia, Austria, Svizzera e Paesi Bassi. Inoltre.
Le aree di attività sono il  leasing di flotta per clienti aziendali, gestione della flotta attraverso la sua controllata Sixt Mobility Consulting GmbH e leasing per clienti privati e commerciali tramite la piattaforma online www.sixt-neuwagen.de

### Altre aree di attività
- Sixt Leasing SE: Piattaforma Internet per il leasing e il finanziamento di  autovetture nuove, che gestisce anche le flotte di aziende internazionali.
- DriveNow: Car-sharing a Berlino, Monaco di Baviera, Amburgo, Düsseldorf e Colonia, Vienna e Londra, gestito in collaborazione con BMW dal 2011 al 2018.
- myDriver: offre un servizio di auto premium alternativo ai taxi, e basato su un’app.
- Autohaus24.de: piattaforma Internet che vende automobili nuove; gestito in collaborazione con Axel Springer Auto Verlag GmbH.

## Pubblicità provocatoria
Sixt ha creato una serie di campagne pubblicitarie ad alto budget che hanno ricevuto riconoscimenti per essere provocatorie e originali. Nel 2015, Sixt ha creato una campagna memorabile dopo gli scioperi in corso del sistema ferroviario tedesco, ‘nominando’ il direttore delle ferrovie Claus Weselsky "Dipendente del mese" nelle pubblicità. Oltre agli annunci di stampa tradizionali, Sixt è conosciuta per le installazioni pubblicitarie creative negli aeroporti. Il premio per la migliore pubblicità aeroportuale in Germania, Austria e Svizzera nel 2013 è andato a Sixt.
Nel 2015 come parte dei Media Awards tedeschi della rivista Werben & Verkaufen, la famiglia Sixt è stata nominata "Media Personality of the Year".